# Chiesa di San Fortunato (Vescovado di Murlo)
La chiesa di San Fortunato è una chiesa cattolica che si trova a Vescovado di Murlo, nel comune di Murlo.

## Storia
Fu costruita agli inizi degli anni settanta del XX secolo, al posto di un precedente edificio, e consacrata nel 1972.

## Descrizione
All'interno si conserva il trittico di Benvenuto di Giovanni con la Madonna in trono col Bambino e santi (1475); il complesso è di grande eleganza formale e freschezza narrativa nelle storiette della predella.
Degli arredi antichi, si è conservata una macchina processionale del XVIII secolo, in legno dipinto e dorato, costruita per contenere durante le processioni la tavola di Andrea di Niccolò raffigurante la Madonna col Bambino; la tavola faceva parte di un complesso più ampio e fu privata dei due pannelli laterali, venduti all'estero agli inizi del XX secolo, e resecata in basso; la parte centrale è oggetto di grande devozione.